# Kristin Shi-Kupfer

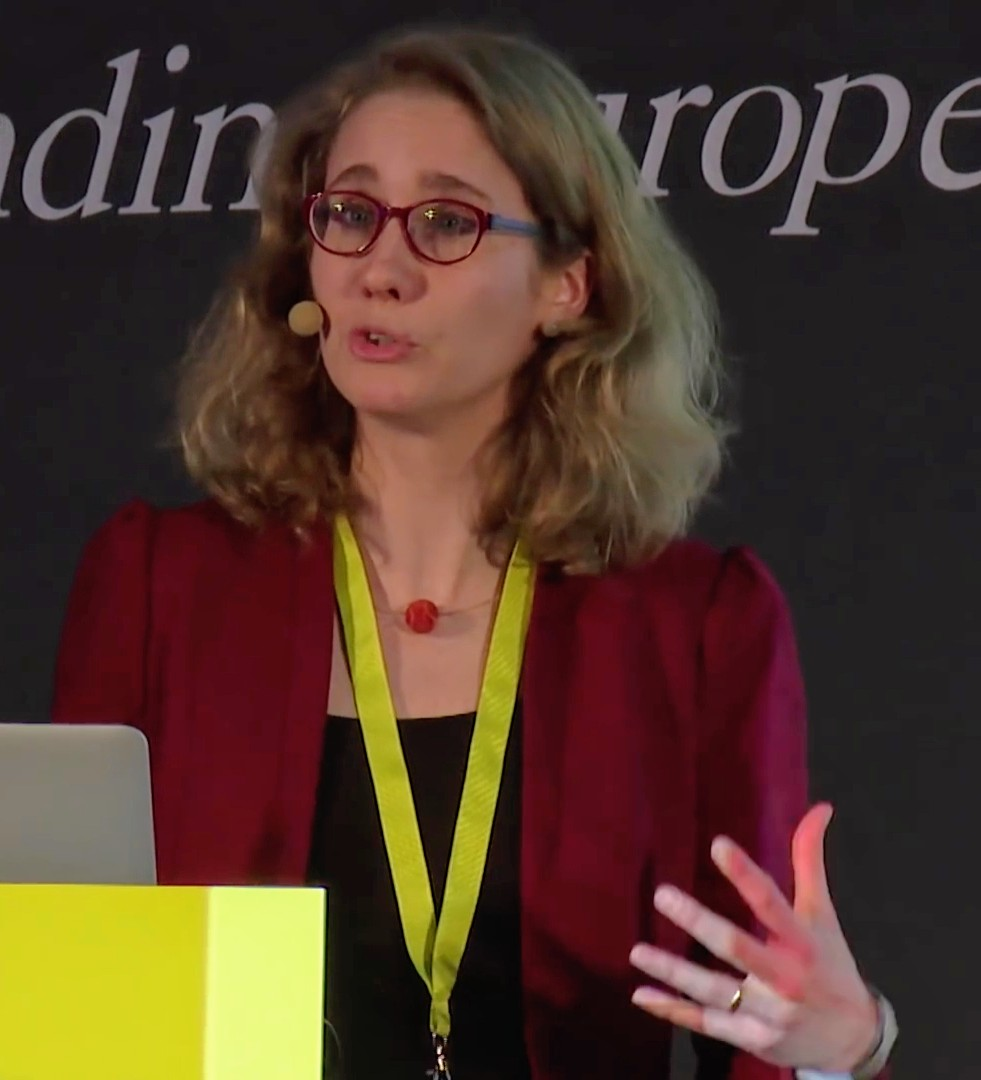
Kristin Shi-Kupfer (2015)

Kristin Shi-Kupfer (* 1974 in Essen) ist eine deutsche Sinologin und Politikwissenschaftlerin. Zu ihren Forschungsschwerpunkten zählen die digitale Gesellschaft, Religionspolitik sowie sozialer Wandel und soziale Konflikte.

## Leben
Von 2007 bis 2011 berichtete Shi-Kupfer u. a. für ZEIT Online, Die Tageszeitung, epd, Südwest Presse und Profil aus Peking. 2010 hat sie an der Ruhr-Universität Bochum über das Thema Emergence and Development of Spiritual-Religious Groups in China after 1978 promoviert. 
Von 2011 bis 2013 war sie wissenschaftliche Mitarbeiterin am Institut für Sinologie der Albert-Ludwigs-Universität Freiburg, bevor sie 2013 Leiterin im Forschungsbereich Politik, Gesellschaft, Medien beim MERICS wurde. Seit Oktober 2020 ist Shi-Kupfer Professorin für Gegenwartsbezogene Sinologie mit Schwerpunkt Digitales China an der Sinologie der Universität Trier. Sie bleibt dem MERICS als Senior Associate Fellow verbunden. 

## Veröffentlichungen
- Kristin Shi-Kupfer. Digit@l China. Überwachungsdiktatur und technologische Avantgarde. München: C.H.Beck Verlag, Mai 2023. Abgerufen am 30. Mai 2023.
- Kristin Shi-Kupfer: China-Versteher machen alles noch schlimmer, Zeit online vom 2. Mai 2020, abgerufen am 20. Juni 2020.
- (mit Yishu Mao). Online public discourse on artificial intelligence and ethics in China: context, content, and implications. in: AI & Soc (2021).
- (mit Christian Soffel). Das Ende der Naivität. Wie China den Westen herausfordert. in: Internationale Politik Spezial, Mai 2021, Ausgabe 3.
- (mit Rebecca Arcesati et al). Chinas digitale Plattformökonomie: Eine Bestandsaufnahme im Kontext von Industrie 4.0 Herausforderungen und Chancen für deutsche Akteure. MERICS Report. Mai 2020.
- "Meinungsmacht und Meinungsmacher –wie Chinas Regierung und Bevölkerung um Einfluss in Sozialen Medien ringen" in: Totalitarismus und Demokratie, Herbst 2019, Band 16, Ausgabe 2.
- (mit Mareike Ohlberg). Chinas Digital Rise. Challenges for Europe. MERICS Paper on China, No. 7. April 2020.
- "Social Fabric: Managing State-Society Relations”, in: Chinese Futures: Horizon 2025, Institute for Security Studies, European Union, Report No. 35 (July 2017), pp. 19-27.
- (mit Mareike Ohlberg et al). Ideas and Ideologies Competing for China's Political Future. How Online Pluralism Challenges Official Orthodoxy, MERICS Papers on China No. 5, Oktober 2017.
- mit Thorsten Benner, Jan Gaspers, Mareike Ohlberg, Lucrezia Poggetti: Authoritarian Advance: Responding to China's Growing Political Influence in Europe. Global Public Policy Institute and Mercator Institute for China Studies, Berlin 2018, OCLC 1023590846.